# Cima di rapa

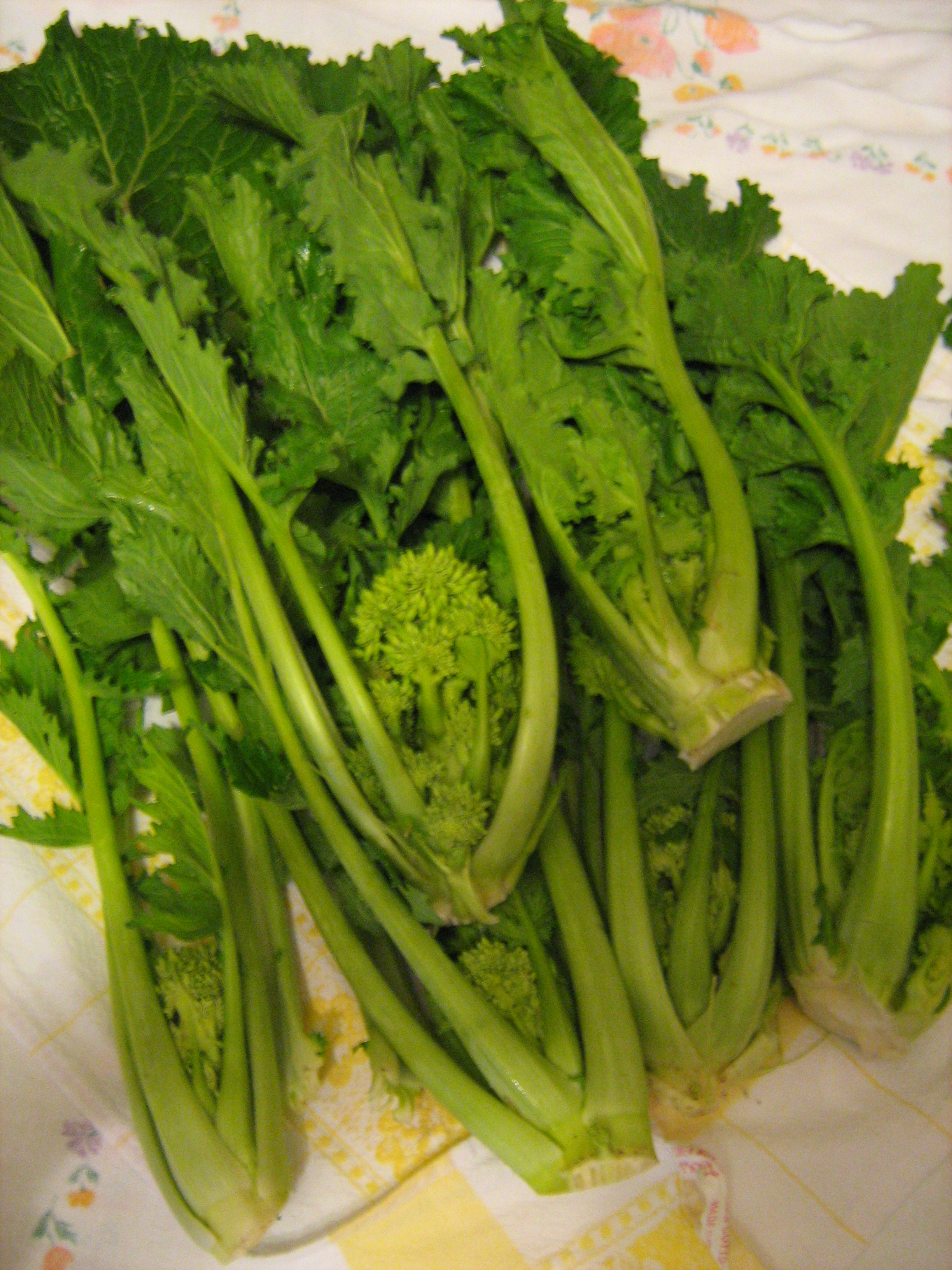
Cime di rapa

La cima di rapa è un ortaggio verde tipico dell'agricoltura italiana, una varietà di Brassica rapa subsp. sylvestris, riconosciuta come uno dei prodotti agroalimentari tradizionali italiani della Puglia. La Puglia con 3500 ettari di coltivazione produce un terzo del prodotto italiano.
In molte aree di coltivazione il nome "cima di rapa" è ridotto al solo termine di "rapa", creando così equivoci con l'omonimo ortaggio.
Della pianta si mangiano le infiorescenze in boccio (dette friarielli o broccoli di rapa) insieme alle foglie più tenere che le circondano, secondo ricette che, in generale, fanno riferimento alla tradizione locale nelle diverse regioni.
Per la sua caratteristica di vegetare e produrre con basse temperature è considerato un ortaggio autunnale o invernale, di cui si consiglia l'uso per il contenuto in sali minerali, vitamine e fattori antiossidanti.

## Ciclo colturale
Le varietà più precoci (ad esempio a ciclo produttivo di 40 giorni) si seminano a spaglio a fine estate o all'inizio dell'autunno, per avere una produzione anticipata rispetto all'arrivo dell'inverno. Da queste varietà è difficile ottenere in campo seme fertile, per cui vanno ripiantate nella primavera successiva solo per questo specifico scopo. Le varietà a ciclo più lungo (a 60, 90, 120 giorni) si seminano a spaglio o si trapiantano in file distanti 50 cm e a 25 cm di intervallo sulla fila. La semina a spaglio prevede uno spargimento di circa 30 semi per metro quadrato con un consumo di circa 10 grammi di semi per 100 metri quadrati (1 grammo di semente contiene circa 300-400 semi). La germinabilità in condizioni ottimali è di circa l'80%, in caso di eccessivo costipamento delle piante si procede a diradamento manuale. Nella prima fase vegetativa, la pianta emette una rosetta basale di foglie, mentre in fase riproduttiva sviluppa steli terminanti in infiorescenze tenere e carnose.
Nel caso di semina diretta in pieno campo le piccole piantine in emersione risultano soggette ad attacchi di parassiti tra cui in particolare l'altica (pidocchio o pulce della rapa) che con l'erosione delle prime foglie essenziali alla produzione di clorofilla porta alla perdita completa della piantina e di ampia parte della produzione.
Le varietà fanno capo a ecotipi la cui denominazione ricorda la località di coltivazione (Cima di rapa Cassanese) oppure la lunghezza del ciclo (quarantina, sessantina) o il periodo di raccolta (natalina, marzaiola) o infine una  combinazioni tra i due caratteri (tardiva di Fasano, di aprile di Carovigno). Le varietà precoci impiegano 60-80 giorni dalla semina alla fioritura (ad esempio quarantina e Cinquantina), mentre quelle più tardive (es. Cima di rapa di aprile, maggiaiola di Sala Consilina) sino a circa 200 giorni. L'altezza della pianta è in genere legata  alla lunghezza del ciclo di crescita: le popolazioni precoci sono di taglia bassa (50–60 cm) le tardive primaverili più alte (es. 110 cm la Cima di rapa di marzo di Mola di Bari).
Le diverse varietà sono caratterizzate da cespi più o meno grossi, per le varietà a cespi bassi e grossi vanno ricordate ad esempio le varietà leccesi, la tre stelle di Francavilla Fontana o Carovigno, ecc.) oppure caratterizzate per la posizione della infiorescenza rispetto alle foglie più grandi. Le cime di rapa marzatica di Minervino Murge presentano una caratteristica infiorescenza  alta rispetto alle altre varietà che si raccoglie in caratteristici mazzi legati per la vendita.
La raccolta, scalare, si esegue in autunno, inverno o nella successiva primavera secondo la lunghezza del ciclo, raccogliendo a mano le infiorescenze con lo stelo fino all'inserzione delle infiorescenze laterali, con tutte le foglie annesse. L'apertura dei fiori deprezza la qualità del prodotto. Le varietà a cespo e infiorescenza bassa e grossa, generalmente tardive, si raccolgono con l'estirpazione dell'intera pianta col consumo anche della parte tenera e carnosa del cespo basale, le varietà con broccolo piccolo o isolato si raccolgono puntando il singolo broccolo lasciando la possibilità di numerosi ricacci fino al periodo in cui la pianta tende a fiorire piuttosto che a vegetare e produrre nuovi broccoli. Come per altre piante della stessa famiglia che producono numerosi broccoli isolati o piccoli broccoli da ricaccio, infatti, la raccolta si protrae con la classica spuntatura continua con preservazione della pianta fino al termine del ciclo naturale di vita.

## Usi in cucina

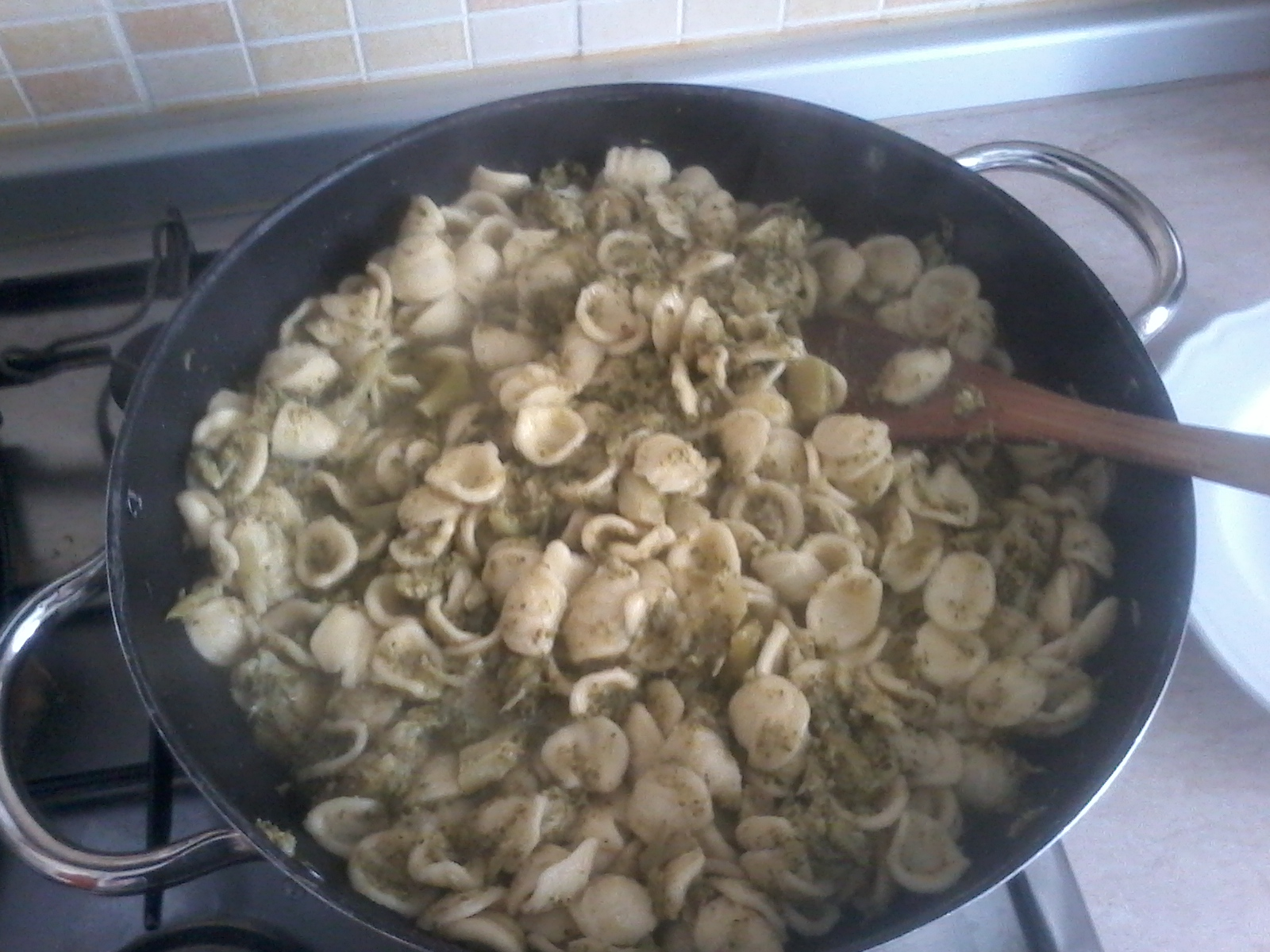
Orecchiette con le cime di rapa

La cima di rapa è largamente utilizzata e molto diffusa nella cucina tradizionale meridionale, in particolare in quella pugliese, calabrese e campana.
Viene consumata cotta e rappresenta l'ingrediente principale di numerosi piatti tipici della cucina pugliese, tra cui le famose "orecchiette alle cime di rapa", gli  "strascinati e cime di rapa" , le "rape stufate col peperoncino", "fave e rape", "cime di rapa".
Un ampio utilizzo si ha in abbinamento alla salsiccia, per cui è nota una specialità calabrese (vruacculi i rapi e sazizza piccante), campana (la pizza con sasicc' e friarielli) e una simile pugliese (la puccia con rape e salsiccia del tarantino).
Si preferisce l'uso di giovani esemplari, non più di 15 cm, per via del loro sapore meno amaro. Nella zona di Mottola, invece, si preferisce l'uso di esemplari più adulti, tra 25 e 30 cm, accompagnati da un sugo di lumache di terra.

## Composizione e valore nutrizionale
La cima di rapa è molto apprezzata anche per il suo basso valore calorico, che è di 22 kcal per 100 g. La sua composizione chimica media è la seguente:
- 92% di acqua
- 2,9% di proteine
- 0,3% di lipidi
- 2% di carboidrati
- 2,9% di fibra

In 100 g di parte edule sono presenti, inoltre, 1,5 mg di ferro, 97 mg di calcio, 69 mg di fosforo, 225 µg di vitamina A, 110 mg di vitamina C, nonché un elevato contenuto di polifenoli.